# Osgodby (Selby)
Osgodby – wieś w Anglii, w hrabstwie North Yorkshire, w dystrykcie (unitary authority) North Yorkshire. Leży 19 km na południe od miasta York i 261 km na północ od Londynu.